# La barca del vent
La barca del vent és un curtmetratge francès d'animació 2D tradicional del 2021 dirigit per Nicolas Hu. Produït per Miyu Productions, es va difondre a través de France Télevisions i la distribució de MIAM. Johanna Goldschmidt i Laure-Élisabeth Bourdaud en són les guionistes, mentre que la dibuixant Aude Picault es va encarregar de la imatge gràfica.
La versió doblada i subtitulada al català es va estrenar a vuit cinemes de Catalunya el 30 de setembre de 2022 amb la distribució de Pack Màgic, que va unir-la amb quatre altres curtmetratges, sota el títol de La barca del vent, la Noa i altres contes. Les quatre històries, a través de diversos estils, fan viatjar a diferents paisatges físics i emocionals per apreciar la grandesa de la natura i la necessitat de viure-hi en concòrdia.
Es va seleccionar per diversos festivals, com el Festival de Curtmetratges a l'Aire Lliure de Grenoble, el Trickfilm o el Regard.

## Sinopsi
La Noa és una nena de nou anys que va a l'illa de Benac'h, a la Bretanya, per estar amb la seva mare. S'adona que allà tots els infants es coneixen i que tothom sap anar en vaixell de vela, mentre ella persevera per superar les diferències transformant-se en una petita heroïna.